# Bomba de buit

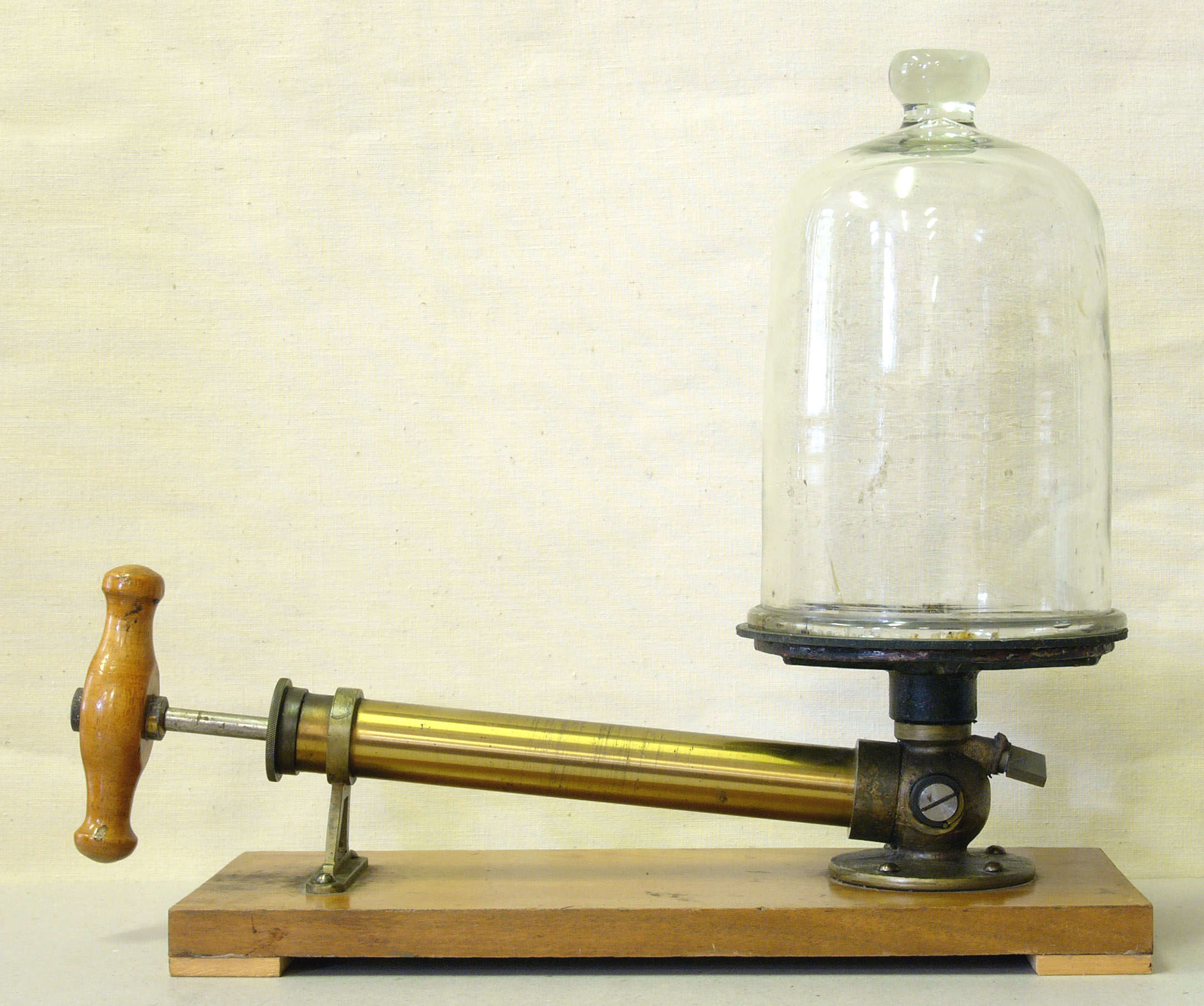
Bomba de buit simple, amb un senzill compressor de desplaçament positiu i d'acció manual.

Una bomba de buit extreu molècules de gas d'un volum segellat, per crear un buit parcial. És una màquina amb la funció de reduir la pressió d'un volum estanc, de manera que, a tots els efectes, s'aconsegueix generar el buit absolut al seu interior. Les màquines amb funcionament més similar al de les bombes de buit són els compressors, a causa del fet que comparteixen la funció de moure volums d'aire travessant una diferència de pressió, entre l'entrada i la sortida. En el cas de bombes de buit, la pressió d'aspiració és variable i descendent, mentre que la pressió sobre la qual es treballa (l'atmosfèrica) és constant. Aquestes bombes, poden ser de desplaçament positiu o rotatives. Una vegada aconseguit el buit, una bomba de buit s'ha de mantenir funcionant a certa càrrega per tal de mantenir la situació de buit.

## Origen
La bomba de buit va ser inventada cap al 1641, Otto von Guericke estimulat pel treball de Galileu i Evangelista Torricelli, va comença a fer experiments amb bombes, produint buit per primera vegada i construint la primera bomba de buit. També va impulsar a Lavoisier, que va emprar els hemisferis de Magdeburg.

## Classificació
Les bombes de buit es poden categoritzar en tres classes:
- Bombes de desplaçament positiu. Fan servir un mecanisme que de manera repetida expandeix una cambra on entra el gas, la segella i expulsa el gas a l'atmosfera.
- Bombes de transferència de moment (o bombes moleculars). Fan servir fluxos de fluid dens o paletes rotatòries a alta velocitat per expulsar les partícules de gas cap a l'exterior.
- Bombes de captura. Atrapen el gas en estat sòlid o l'absorbeixen. S'inclouen en aquesta categoria les bombes criogèniques, els getters i les bombes iòniques.

## Tipus

### Rotatives de paletes

Bomba de buit de lòbuls, un tipus de bomba rotativa de buit.

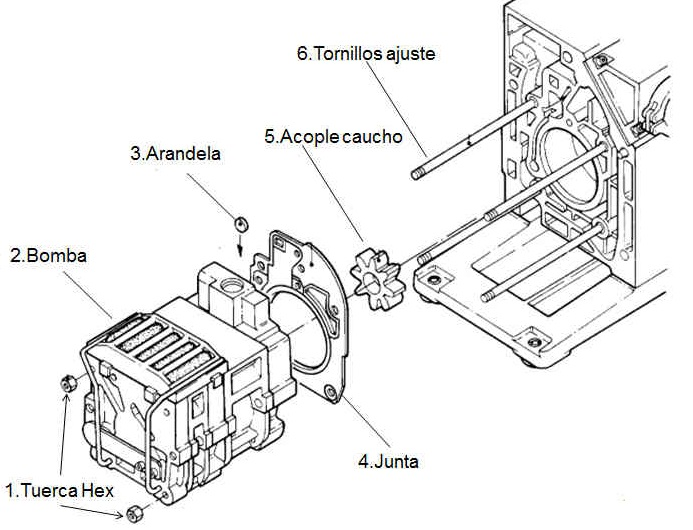
Interior d'una bomba de buit

Les principals característiques d'algunes bombes de buit són:
- alta velocitat de bombament en el camp de pressió absoluta, comprès entre 850 i 0,5 mbar
- refrigeració per aire
- construcció particularment robusta
- manteniment reduït

### De canal lateral
Les màquines extractores de canal lateral estan conceptuades segons el principi dels canals laterals. Funcionen tant en aspiració com a compressió i han estat projectades per treballar en servei permanent.
Mitjançant un rodet especial, l'aire aspirat està obligat a seguir un recorregut en espiral i així mateix sotmès a reiterades acceleracions incrementant així la pressió diferencial de el fluid transportat a través del bufador.
El rodet està muntat directament sobre l'eix del motor i totes les parts giratòries estan dinàmicament equilibrades, obtenint-se així una absència pràcticament total de vibracions. Els bufadors de canal lateral estan normalment construïts totalment en alumini modelat a pressió.
És important apreciar que l'aire o gas aspirat o comprimit es manté net, i lliure de rastres d'oli, ja que cap tipus de lubricació és necessària en els bufadors de canal lateral.
El nivell sonor normalment estarà al voltant dels 70  dB i els nivells de vibració són pràcticament inexistents, la qual cosa implica que normalment no cal cap tipus d'antivibradors o cabina acústica.
Cal reiterar que aquests equips poden ser muntats tant en forma vertical com horitzontal, donant així encara més flexibilitat de disseny al sistema en el qual s'incorpora.
Els bufadors de canal lateral són generalment usats en sistemes de:
- transport pneumàtic
- plantes purificadors d'aigua
- indústria tèxtil
- equipaments de neteja industrial
- i altres aplicacions on hi ha la necessitat d'aire o gas net.

Aquests bufadors arriben cabals de fins a 1500  m³ / h i una depressió màxima de 450  mbar .

### Bomba de membrana o de diafragma

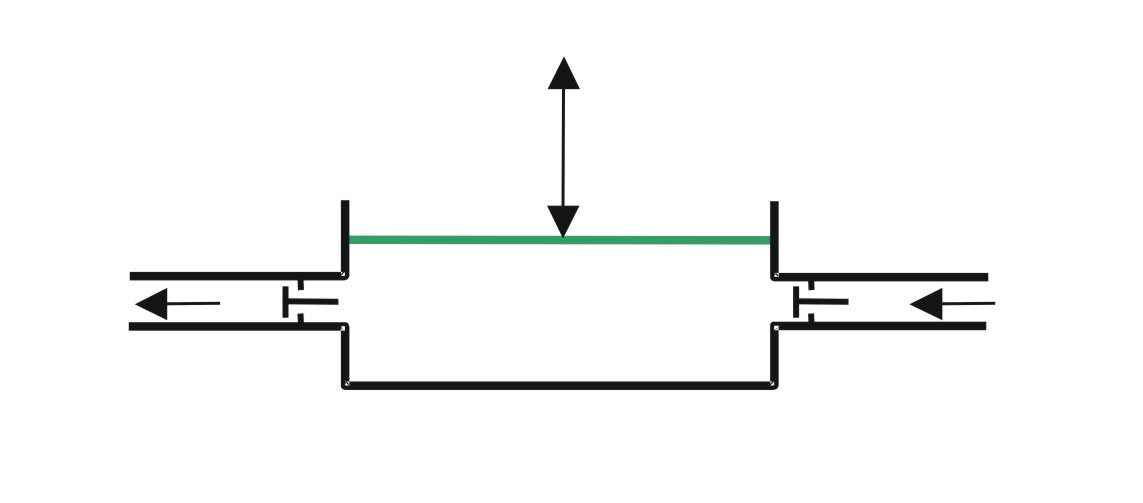
Principi de funcionament d'una bomba de membrana.

Una bomba de membrana o de diafragma és una bomba de desplaçament positiu que, per bombar líquid, combina l'acció recíproca d'un diafragma de tefló o cautxú i de vàlvules que obren i tanquen d'acord amb el moviment del diafragma. De vegades a aquest tipus de bomba també es diu bomba de membrana. Hi ha tres tipus principals de bomba de diafragma:
- El de primer tipus, el diafragma es segella amb un costat en el líquid que es bombarà, i l'altre en aire o líquid hidràulic. El diafragma es doblega, fent que el volum del compartiment de la bomba augmenti i disminueixi. Un parell de vàlvules prevé que el corrent tingui un moviment contrari.
- Com es descriu anteriorment, el segon tipus de bomba de diafragma treballa amb la dislocació positiva volumètrica, però diferència en que el que mou a el diafragma no és ni oli ni aire, sinó que té un funcionament electromecànic a través d'una impulsió engranada del motor. Aquest mètode doblega el diafragma amb una acció mecànica simple, i una banda de el diafragma està obert a l'aire.
- El tercer tipus de bomba de diafragma té un o més diafragmes sense segellar amb el líquid que es bombarà en ambdós costats. Els diafragmes es dobleguen una altra vegada, fent canviar el volum.

Quan el volum d'un compartiment de qualsevol tipus s'augmenta el diafragma baixa, la pressió disminueix i el líquid entra dins del compartiment. Quan la pressió del compartiment augmenta (ja que el volum disminueix), el diafragma puja i el líquid guardat prèviament endins és forçat a sortir. Finalment, el diafragma baixa impulsant de nou més líquid dins del compartiment, acabant el cicle. Aquesta acció és similar a la del cilindre d'un motor de combustió interna.
Les bombes de diafragma es poden utilitzar per fer cors artificials.